# Javier de Ortueta
Francisco Javier de Ortueta y Murgoitio (1889-1943) fue un escritor español.

## Biografía
Nació en 1889. Descrito como «madrileño», fue doctor en Derecho y Letras y colaborador de La Ilustración Española, además de redactor de El Indiscreto (1916). Como político se presentó con los liberales al Congreso. Usó el seudónimo «Silvestre Paradox». Estrenó Ante la vida (con Sindulfo de la Fuente, 1915) y publicó obras como Las trampas del amor (1916) y Moisés Kimchi y su obra Sekel Tob (edición y traducción, 1920). Falleció en 1943 en Madrid. Ortueta, que enviudó en enero de 1923 de Consuelo Martínez Aísa, posteriormente habría contraído matrimonio con Florencia Muncharaz. Fue padre de Carmen Ortueta y presidente de la Federación Española del Tiro de Pichón.